# Saint-Mamert-du-Gard
Saint-Mamert-du-Gard település Franciaországban, Gard megyében. Lakosainak száma 1617 fő (2022. január 1.). Saint-Mamert-du-Gard Crespian, Fons, Gajan, Montmirat, Montpezat és Parignargues községekkel határos.

## Népesség
A település népessége az elmúlt években az alábbi módon változott:
| Lakosok száma | 413  | 655  | 887  | 1215 | 1588 | 1612 | 1634 | 1652 | 1641 | 1617 |
|               | 1968 | 1982 | 1990 | 2006 | 2013 | 2015 | 2017 | 2019 | 2020 | 2022 |